# Astathes sikanga
Astathes sikanga là một loài bọ cánh cứng trong họ Cerambycidae.